# Lijst van voetbalinterlands Jordanië - Saoedi-Arabië
Deze lijst van voetbalinterlands is een overzicht van alle officiële voetbalwedstrijden tussen de nationale teams van Jordanië en Saoedi-Arabië. De landen hebben tot op heden zeventien keer tegen elkaar gespeeld. De eerste ontmoeting, een vriendschappelijke wedstrijd, vond plaats in Beiroet (Libanon) op 20 januari 1957. Het laatste duel, eveneens een vriendschappelijke wedstrijd, werd gespeeld op 30 mei 2025 in Dammam.

## Wedstrijden
| №  | Plaats    | Datum            | Competitie            | Wedstrijd                | Uitslag |
| -- | --------- | ---------------- | --------------------- | ------------------------ | ------- |
| 1  | Beiroet   | 20 januari 1957  | Vriendschappelijk     | Saoedi-Arabië − Jordanië | 0 − 1   |
| 2  | Damascus  | 18 oktober 1976  | Vriendschappelijk     | Jordanië − Saoedi-Arabië | 1 − 0   |
| 3  | Riyad     | 11 maart 1984    | Vriendschappelijk     | Saoedi-Arabië − Jordanië | 2 − 1   |
| 4  | Taif      | 3 juli 1985      | Arab Nations Cup 1985 | Saoedi-Arabië − Jordanië | 4 − 0   |
| 5  | Riyad     | 18 juni 1999     | Vriendschappelijk     | Saoedi-Arabië − Jordanië | 2 − 1   |
| 6  | Riyad     | 22 juni 1999     | Vriendschappelijk     | Saoedi-Arabië − Jordanië | 2 − 0   |
| 7  | Amman     | 2 oktober 2000   | Vriendschappelijk     | Jordanië − Saoedi-Arabië | 1 − 0   |
| 8  | Riyad     | 8 november 2006  | Vriendschappelijk     | Saoedi-Arabië − Jordanië | 2 − 1   |
| 9  | Ar Rayyan | 13 januari 2011  | Azië Cup 2011         | Jordanië − Saoedi-Arabië | 1 − 0   |
| 10 | Amman     | 13 juli 2011     | Vriendschappelijk     | Jordanië − Saoedi-Arabië | 1 − 1   |
| 11 | Dammam    | 30 maart 2015    | Vriendschappelijk     | Saoedi-Arabië − Jordanië | 2 − 1   |
| 12 | Amman     | 20 november 2018 | Vriendschappelijk     | Jordanië − Saoedi-Arabië | 1 − 1   |
| 13 | Erbil     | 10 augustus 2019 | West-Azië Cup 2019    | Jordanië − Saoedi-Arabië | 3 − 0   |
| 14 | Ar Rayyan | 1 december 2021  | FIFA Arab Cup 2021    | Saoedi-Arabië − Jordanië | 0 − 1   |
| 15 | Amman     | 21 november 2023 | WK 2026 kwalificatie  | Jordanië − Saoedi-Arabië | 0 − 2   |
| 16 | Riyad     | 11 juni 2024     | WK 2026 kwalificatie  | Saoedi-Arabië − Jordanië | 1 − 2   |
| 17 | Dammam    | 30 mei 2025      | Vriendschappelijk     | Saoedi-Arabië − Jordanië | 2 − 0   |

## Samenvatting
| Competitie        | Totaal gespeeld | Winst Jordanië | Gelijk | Winst Saoedi-Arabië | Doelsaldo Jordanië – Saoedi-Arabië |
| ----------------- | --------------- | -------------- | ------ | ------------------- | ---------------------------------- |
| WK-kwalificatie   | 2               | 1              | 0      | 1                   | 2 − 3                              |
| Azië Cup          | 1               | 1              | 0      | 0                   | 1 − 0                              |
| FIFA Arab Cup     | 1               | 1              | 0      | 0                   | 1 − 0                              |
| West-Azië Cup     | 1               | 1              | 0      | 0                   | 3 − 0                              |
| Arab Nations Cup  | 1               | 0              | 0      | 1                   | 0 − 4                              |
| Vriendschappelijk | 11              | 3              | 2      | 6                   | 9 − 14                             |
| Totaal            | 17              | 7              | 2      | 8                   | 16 − 21                            |

JFA · A-internationals · Bondscoaches · Selecties · Jordaans vrouwenelftal · Olympisch elftal · Jordanië U20 · Jordanië U19 · Jordanië U18 · Jordanië U17
1953 – 1969 · 
1970 – 1979 · 
1980 – 1989 · 
1990 – 1999 · 
2000 – 2009 · 
2010 – 2019 ·
2020 − 2029
1953 · 
1954 · 1955 · 1956 · 
1957 · 
1958 · 1959 · 1960 · 1961 · 1962 · 
1963 · 
1964 · 
1965 · 
1966 · 
1967 · 1967 · 1969 · 1970 · 
1971 · 
1972 · 1973 · 
1974 · 
1975 · 
1976 · 
1977 · 1978 · 1979 · 1980 · 
1981 · 
1982 · 
1983 · 
1984 · 
1985 · 
1986 · 
1987 · 
1988 · 
1989 · 
1990 · 
1991 · 
1992 · 
1993 · 
1994 · 1995 · 
1996 · 
1997 · 
1998 · 
1999 · 
2000 · 
2001 · 
2002 · 
2003 · 
2004 · 
2005 · 
2006 · 
2007 · 
2008 · 
2009 · 
2010 · 
2011 · 
2012 · 
2013 · 
2014 ·
2015 ·
2016 ·
2017 ·
2018 ·
2019 ·
2020 ·
2021 ·
2022 ·
2023
Afghanistan ·
Albanië ·
Algerije ·
Armenië ·
Australië ·
Azerbeidzjan ·
Bahrein ·
Bangladesh ·
Bosnië en Herzegovina ·
Bulgarije ·
Cambodja ·
China ·
Colombia ·
Cyprus ·
Ecuador ·
Egypte ·
Estland ·
Filipijnen ·
Finland ·
Georgië ·
Haïti ·
Hongarije ·
Hongkong ·
India ·
Indonesië ·
Irak ·
Iran ·
Ivoorkust ·
Jamaica ·
Japan ·
Jemen ·
Kazachstan ·
Kenia ·
Kirgizië ·
Koeweit ·
Kosovo ·
Kroatië ·
Laos ·
Libanon ·
Libië ·
Litouwen ·
Maleisië ·
Malta ·
Marokko ·
Mauritanië ·
Moldavië ·
Nepal ·
Nieuw-Zeeland ·
Nigeria ·
Noord-Korea ·
Noorwegen ·
Oezbekistan ·
Oman ·
Pakistan ·
Palestina ·
Paraguay ·
Qatar ·
Saoedi-Arabië ·
Servië ·
Sierra Leone ·
Singapore ·
Slowakije ·
Soedan ·
Spanje ·
Sri Lanka ·
Syrië ·
Tadzjikistan ·
Taiwan ·
Thailand ·
Trinidad en Tobago ·
Tsjaad ·
Tunesië ·
Turkmenistan ·
Uruguay ·
Verenigde Arabische Emiraten ·
Vietnam ·
Wit-Rusland · 
Zambia ·
Zimbabwe ·
Zuid-Jemen ·
Zuid-Korea ·
Zuid-Soedan ·
Zweden
SAFF · A-internationals · Selecties · Bondscoaches · Statistieken · Saoedi-Arabisch vrouwenelftal · Saoedi-Arabië U21 · Saoedi-Arabië U20 · Saoedi-Arabië U19 · Saoedi-Arabië U18 · Saoedi-Arabië U17
1950 – 1959 · 
1960 – 1969 · 
1970 – 1979 · 
1980 – 1989 · 
1990 – 1999 · 
2000 – 2009 · 
2010 – 2019 ·
2020 − 2029
WK 1994 · 
WK 1998 · 
WK 2002 · 
WK 2006 · 
WK 2018
OS 1984 · 
OS 1996 · 
OS 2020
1957 · 
1958 · 1959 · 1960 · 
1961 · 
1962 · 
1963 · 
1964 · 1965 · 1966 · 
1967 · 
1968 · 
1969 · 
1970 · 
1971 · 
1972 · 
1973 · 
1974 · 
1975 · 
1976 · 
1977 · 
1978 · 
1979 · 
1980 · 
1981 · 
1982 · 
1983 · 
1984 · 
1985 · 
1986 · 
1987 · 
1988 · 
1989 · 
1990 · 
1991 · 
1992 · 
1993 · 
1994 · 
1995 · 
1996 · 
1997 · 
1998 · 
1999 · 
2000 · 
2001 · 
2002 · 
2003 · 
2004 · 
2005 · 
2006 · 
2007 · 
2008 · 
2009 · 
2010 · 
2011 · 
2012 · 
2013 ·
2014 ·
2015 ·
2016 ·
2017 ·
2018 ·
2019 ·
2020 ·
2021 ·
2022 ·
2023
Afghanistan · 
Albanië ·
Algerije · 
Angola · 
Argentinië · 
Australië · 
Azerbeidzjan · 
Bahrein · 
Bangladesh · 
België · 
Bhutan · 
Bolivia · 
Brazilië · 
Bulgarije · 
Cambodja ·
Canada · 
Chili · 
China · 
Colombia ·
Congo-Brazzaville · 
Congo-Kinshasa · 
Costa Rica · 
Cyprus · 
Denemarken · 
Duitsland · 
Ecuador ·
Egypte · 
Engeland · 
Equatoriaal-Guinea ·
Estland · 
Finland · 
Frankrijk · 
Gabon · 
Gambia ·
Georgië · 
Ghana · 
Griekenland ·
Honduras · 
Hongarije · 
Hongkong · 
Ierland · 
IJsland · 
India · 
Indonesië · 
Irak · 
Iran · 
Italië ·
Jamaica · 
Japan · 
Jemen · 
Jordanië · 
Kameroen · 
Kazachstan · 
Kirgizië · 
Koeweit · 
Kroatië ·
Laos ·
Letland ·
Libanon · 
Libië · 
Liechtenstein · 
Litouwen ·
Luxemburg · 
Macau ·  
Maleisië · 
Mali · 
Marokko · 
Mauritanië · 
Mexico · 
Moldavië ·
Mongolië · 
Namibië · 
Nederland · 
Nepal · 
Nieuw-Zeeland · 
Nigeria · 
Noord-Korea ·
Noord-Macedonië ·
Noorwegen ·
Oeganda · 
Oekraïne · 
Oezbekistan · 
Oman · 
Oost-Timor ·
Pakistan ·
Palestina · 
Panama ·
Paraguay · 
Peru ·
Polen · 
Portugal · 
Qatar · 
Rusland · 
Schotland · 
Senegal · 
Singapore · 
Slovenië · 
Slowakije · 
Soedan · 
Spanje · 
Sri Lanka · 
Syrië · 
Tadzjikistan · 
Taiwan · 
Tanzania · 
Thailand · 
Togo · 
Trinidad en Tobago · 
Tsjechië · 
Tunesië · 
Turkije · 
Turkmenistan · 
Uruguay · 
Venezuela · 
Verenigde Arabische Emiraten · 
Verenigde Staten · 
Vietnam · 
Wales · 
Wit-Rusland · 
Zambia ·
Zimbabwe ·
Zuid-Afrika · 
Zuid-Jemen · 
Zuid-Korea · 
Zweden
Argentinië (1992) · 
Argentinië (2022) · 
Egypte (2018) · 
Oekraïne (2006) · 
Rusland (2018) ·
Spanje (2006) ·
Tunesië (2006) ·
Uruguay (2018)